# Погребищенський цукровий завод
 ПК «Зоря Поділля» Погребищенський цукровий завод — підприємство харчової промисловості в місті Погребище Вінницької області.

## Історія
Цукровий завод у містечку Погребище Бердичівського повіту Київської губернії Російська імперія побудований на рубежі XIX - XX ст. і введений в експлуатацію в 1900 році. Для забезпечення заводу сировиною у околицях міста створені плантації по вирощуванню буряків.

### 1918 - 1991
У січні 1918 року в Погребищі була проголошена Радянська влада, однак уже на початку березня 1918 містечко окупували австро-німецькі війська (які залишалися тут до листопада 1918 року). Надалі місто опинилося в зоні бойових дій громадянської війни і влада тут кілька разів змінювалася.
Після закінчення війни завод відновлено, і в 1922 році відновив роботу. На цей же час на підприємстві для навчання робітників письма та читання відкрито гурток ліквідації неписьменності (найбільший в Погребищі). У 1924 році сезон цукроваріння на заводі тривав 42 дні і кожну добу завод переробляв 650 тонн буряків.
У ході індустріалізації 1930-х років завод переоснащений (а після будівництва міської електростанції - електрифіковано), у результаті в 1937 році сезон цукроваріння тривав 116 діб, при цьому кожну добу перероблялося до 800 тонн буряків.
У 1940 році завод увійшов в число найбільших цукрових заводів Вінницької області (чисельність робітників на ньому в цей час становила 442 людини).
В ході Другої світової війни 21 липня 1941 року Погребище окупували німецько-румунські війська. З наближенням до населеного пункту лінії фронту окупанти розграбували і вивели з ладу цукровий завод. 31 грудня 1943 року радянські війська звільнили Погребище.
Згідно з четвертим п'ятирічним планом відбудови та розвитку народного господарства СРСР цукровий завод і забезпечуюча електростанція відновлені, і вже у 1946 році до початку сезону цукроваріння завод почав працювати на повну потужність. У наступні роки завод поступово реконструювали без зупинки виробництва (механізувати трудомісткі процеси, завершили електрифікацію, модернізували агрегати) і це дозволило розпочати роботу з щорічним перевиконанням плану на 3 - 4 тис. тонн.
У 1957 і 1967 році за трудові досягнення завод отримував перехідний Червоний прапор Ради міністрів СРСР і ВЦРПС.
У 1960 році завод переведений на рідке паливо, що дозволило скоротити обслуговчий персонал агрегатів. Також в цей час була освоєна технологія виробництва тростинного цукру з цукрової тростини.
На дев'яту п'ятирічку було заплановано провести ще одну реконструкцію підприємства, після закінчення якої потужність цукрового заводу повинна була збільшитися вдвічі.
В цілому, в радянський час цукровий завод входив у число провідних підприємств райцентру, перебували на його балансі об'єкти соціальної інфраструктури.

### Після 1991
Після проголошення незалежності України, завод перейшов у відання Державного комітету харчової промисловості України.
У травні 1995 року Кабінет Міністрів України затвердив рішення про приватизацію заводу. Надалі, державне підприємство було перетворено у відкрите акціонерне товариство.
У березні 2000 року арбітражний суд Вінницької області порушив справу про банкрутство заводу.
В 2001 році цукровий завод викуповує холдинг Олексія Порошенка, «Укромінвест-агро». 